# Pararge lehmanni
Pararge lehmanni är en fjärilsart som beskrevs av Forster 1980. Pararge lehmanni ingår i släktet Pararge och familjen praktfjärilar. Inga underarter finns listade i Catalogue of Life.